# Yishtabach
Yishtabach (in ebraico ישתבח‎? - "[ Dio ] sia lodato") è una preghiera nella porzione finale delle preghiere ebraiche mattutine Pesukei Dezimra note col titolo di shacharit, recitata prima del secondo kaddish che conduce alle preghiere dello "Shemà".
Il tema del numero "quindici" gioca un ruolo essenziale nella benedizione: ci sono quindici espressioni di lode all'inizio della prima metà del paragrafo e quindici parole nella benedizione conclusiva (dopo "Benedetto sei Tu, o Dio..."). Il numero quindici è un'allusione sia al Nome Divino יה (la cui ghematria è quindici) e ai quindici Canti delle Ascensioni composti da Davide, Salmi 120–134. Due temi si trovano in Yishtabach: 1) la potenza e immensità di Dio meritano la nostra lode e adorazione, 2) si deve continuamente lodare Dio.
Yishtabach si recita usualmente in piedi, alcune congregazioni durante lo Shabbat recitano la preghiera dopo essersi seduti.
Non si conosce l'autore di Yishtabach, ma con le parole 2-5 nella preghiera che sono scritte שׁלמה (Shlomo), ciò potrebbe alludere ad un riferimento su Re Salomone.

## Testo
| Traduzione italiana | Traslitterazione | Aramaico / Ebraico                                                                                        |
| --- | --- | --- |
| Che il Tuo Nome sia sempre lodato, o nostro Re, | Yishtabach shimcha la'ad malkeinu | יִשְׁתַּבַּח שִׁמְךָ לָעַד מַלְכֵּנוּ                                                                                       |
| l'Unico Dio, il grande e santo Re del Cielo e della Terra. | ha'eil hamelech hagadol vehakadosh bashamayim uva'aretz.                                                                                     | הָאֵל הַמֶּלֶךְ הַגָּדוֹל וְהַקָּדוֹשׁ, בַּשָּׁמַיִם וּבָאָרֶץ                                                                        |
| A Te sono dovuti, o SIGNORE, nostro Dio e Dio dei nostri padri, | Ki lecha na'eh adonai eloheinu v'eilohei avoteinu                                                                                            | כִּי לְךָ נָאֶה יְיָ אֱלֹהֵינוּ וֵאלֹהֵי אֲבוֹתֵינוּ                                                                         |
| canti e lodi, celebrazioni ed inni, potenza e dominio, trionfo, grandezza e forza, esaltazione e splendore, santità e sovranità, benedizioni e ringraziamenti ora e sempre. | shir ushvacha halleil vezimra oz umemshalla netzach gedula ugvura tehila vetif'eret kedusha umalchut berachot vehoda'ot mei'atta ve'ad olam. | שִׁיר וּשְׁבָחָה, הַלֵּל וְזִמְרָה, עֹז וּמֶמְשָׁלָה נֶצַח, גְּדֻלָּה וּגְבוּרָה, תְּהִלָּה, וְתִפְאֶרֶת, קְדֻשָּׁה, וּמַלְכוּת בְּרָכוֹת וְהוֹדָאוֹת מֵעַתָּה וְעַד עוֹלָם. |
| Benedetto sei Tu, o SIGNORE, Dio, Re esaltato dalle preghiere, Dio dei ringraziamenti, Maestro delle meraviglie,                                                            | Baruch atta adonai eil melech gadol batishbachot eil hahoda'ot adon hanifla'ot                                                               | בָּרוּךְ אַתָּה יְיָאֵל מֶלֶךְ גָּדוֹל בַּתִּשְׁבָּחוֹת, אֵל הַהוֹדָאוֹת, אֲדוֹן הַנִּפְלָאוֹת,                                                 |
| che scegli canti musicali - Re, Dio, che dai vita al mondo. | habocheir beshirei zimra melech eil, chei ha'olamim.                                                                                         | הַבּוֹחֵר בְּשִׁירֵי זִמְרָה, מֶלֶךְ אֵל חֵי הָעוֹלָמִים.                                                                      |